# Insight Hospital and Medical Center
O Insight Hospital and Medical Center, anteriormente Mercy Hospital and Medical Center  é um hospital de ensino católico, com 414 leitos, voltado para a clínica geral e cirurgia, localizado em Chicago, Illinois. Fundado em 1852, o hospital foi o primeiro hospital credenciado em Chicago. Em 1859, o Mercy Hospital tornou-se o primeiro hospital católico a se filiar a uma faculdade de medicina — Lind Medical School — e o primeiro a exigir um currículo de graduação.

## História

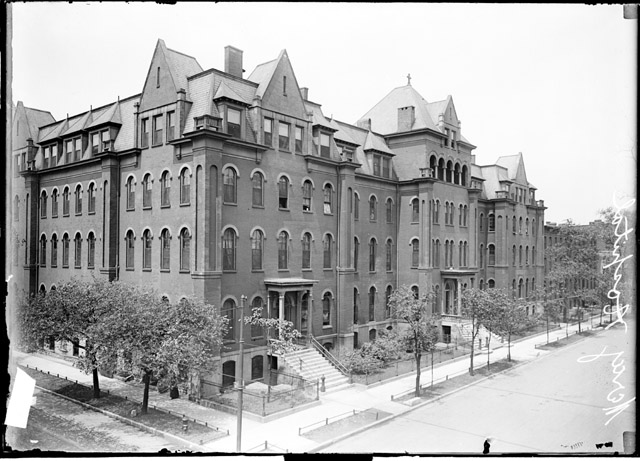
Prédio do Hospital Mercy localizado na 2537 S. Prairie Avenue (1910)

As Irmãs da Misericórdia vieram da Irlanda para os Estados Unidos na década de 1840; seis vieram para Chicago em 1846, estabelecendo primeiro uma escola secundária e depois, em 1852, um hospital na Rush Street e no rio Chicago. Foi a primeira instalação credenciada em Chicago. Em 1859, o Mercy Hospital afiliou-se à Lind Medical School e, portanto, foi o primeiro hospital católico a fazê-lo. Ele havia se mudado para um prédio nas ruas Wabash e Van Buren no mais tarde chamado Loop ou distrito comercial central de Chicago. Então, em 1863, mudou-se para a 26th Street e Calumet Avenue no Near South Side, um local considerado bastante ao sul na época, longe da população. O hospital foi expandido em 1869, com seu endereço na Prairie Avenue, uma rua a leste de Calumet e paralela a ela, o que se mostrou oportuno quando o Grande incêndio de Chicago aconteceu em 1871, localizado fora da área queimada, mas perto o suficiente para ajudar as vítimas do incêndio.
Em 1968, após planejar uma nova e moderna instalação desde a década de 1950, com a construção da Stevenson Expressway, um quarteirão ao norte, o Mercy Hospital foi inaugurado em sua localização atual, na South Michigan Avenue, a oeste de sua antiga localização. O local se estende das ruas 25 e 26, e da Michigan Avenue a leste até a Martin Luther King Drive. O então prefeito Richard J. Daley auxiliou o hospital na aquisição do local para que ele continuasse a atender a cidade de Chicago.
Em 1912, durante sua candidatura à presidência, o ex-presidente Theodore Roosevelt sobreviveu a uma tentativa de assassinato do cabeleireiro John Schrank, em Milwaukee. Após proferir seu discurso, ele começou a apresentar os efeitos do choque e da perda de sangue e foi levado às pressas para Chicago. Subsequentemente, Roosevelt foi tratado no Mercy Hospital.
Mercy é o principal centro de tratamento de câncer feminino em Illinois. Ele aceitou pacientes do Michael Reese Hospital and Medical Center e absorveu as rotas de ambulância quando o hospital fechou em 2008.
O Mercy era o hospital usado pela família Daley: todos os seus sete filhos nasceram lá. Robert Francis Prevost, o futuro Papa Leão XIV, nasceu no Mercy em 1955. O Mercy vendeu um terreno ao norte do hospital por US$ 60 milhões em 2008.
Em 19 de novembro de 2018, quatro pessoas foram foram baleadas e mortas no hospital ou perto dele, incluindo o perpetrador.
Em 2020, o Mercy entrou com um pedido de proteção do capítulo 11 com US$ 100 milhões a US$ 500 milhões em ativos e passivos devido à utilização decrescente que criou excesso de capacidade de leitos para pacientes internados e aumentou a concorrência dos sistemas de saúde locais.

## Acreditação e pacientes
O Mercy é um centro de trauma de nível 2. No último ano em que os dados foram disponibilizados, o Mercy Hospital and Medical Center teve 16.359 admissões, 2.186 procedimentos de internação, 3.973 cirurgias ambulatoriais e seu departamento de emergência teve 52.692 visitas. O hospital é credenciado pelo Programa de Credenciamento de Instalações de Saúde da Associação Osteopática Americana. Em 2012, o Mercy Hospital and Medical Center foi classificado como nº 35 entre todos os hospitais no estado de Illinois e nº 27 na área metropolitana de Chicago pelo U.S. News & World Report.

## Reclamação por recusa de tratamento com base em ética religiosa
Em junho de 2016, uma mulher apresentou queixas às agências federais e estaduais apropriadas contra o Mercy Hospital and Medical Center, por se recusar a tratá-la, embora ela estivesse sangrando, com cólicas e dor após o desalojamento do DIU. A mulher não sabia que o hospital era católico, e o médico consultou outros médicos da equipe sobre qual tratamento era permitido. Nenhum tratamento foi administrado. O hospital segue as políticas estabelecidas pela Conferência dos Bispos Católicos dos Estados Unidos quanto às limitações de cuidados médicos em conformidade com suas crenças religiosas. O Mercy Hospital declarou que seu protocolo para cuidar de uma mulher com um DIU desalojado ou problemático seria removê-lo, e que o médico era responsável por sua recusa em administrar o tratamento médico recomendado. O hospital se comprometeu a revisar os procedimentos de treinamento para médicos em sua equipe.

## Compra pela Insight
A Insight, uma empresa de tecnologia clínica, é proprietária do Mercy Hospital and Medical Center desde 1º de junho de 2021. De acordo com a Bloomberg, eles planejam injetar US$ 50 milhões no hospital em dificuldades como parte de um "plano abrangente para aumentar os serviços e atender às necessidades da comunidade" Eles relataram planos de reviver o status do Mercy como um hospital universitário.